# Сіндху Ві
Сіндху Венкатанараянан (англ. Sindhu Venkatanarayanan) — індійська артистка стенд-апу. Народилася в Індії та проживала в Делі, Лакнау та Філіппінах. Вона навчалася в університетах Делі, Оксфорда, Чикаго та Макгілла. Живе в Лондоні, одружена, має трьох дітей. Її чоловік — данець.
Вона почала виступати у жанрі стенд-апу у 2012 році; виступала на сценах у Великій Британії, Індії та США. З 2013 по 2017 рік щороку виступала на фестивалі Edinburgh Fringe Festival. Ві була номінована на премію BBC New Comedy Award в 2016 році, посіла друге місце на Leicester Mercury Comedian of the Year у 2017 році і спільне третє місце у NATYS: New Acts of the Year Show 2017.
З'являлася у таких телевізійних програмах, як Have I Got News For You на BBC One, QI на BBC Two та Alan Davies: As Yet Untitled на каналі Dave. Станом на 2018 рік веде подкаст Comedy of the Week BBC Radio 4, а також з'явилася на Quote… Unquote та The Unbelievable Truth.
У 2025 році зіграла одну із головних ролей Лакшмі у фільмі "Уявіть це".